# 乌伯都剌
乌伯都剌（13世纪—1328年），元朝大臣，又作兀伯都剌，回回人，益福的哈鲁丁之子，元泰定帝时中书平章政事。
元成宗大德十一年（1307年），元武宗即位，由治书侍御史担任中书省参知政事，升任中书左丞。至大三年（1310年），出为陕西行尚书省左丞。至大四年（1311年），元仁宗即位，召回大都，担任中书右丞。皇庆二年（1313年），升任中书省平章政事。元英宗时，乌伯都剌出任甘肃行省、江浙行省平章政事。元英宗至治三年（1323年）泰定帝即位，入朝为中书省平章政事。因为水旱蝗灾不断，他请引咎辞职，没有准许。致和元年（1328年）七月，元泰定帝在上都驾崩，倒剌沙在上都拥立泰定帝的儿子阿速吉八为元天顺帝，佥枢密院事燕帖木儿和西安王阿剌忒纳失里在大都拥立怀王图帖睦尔即元文宗，将乌伯都剌下狱，九月，乌伯都剌被杀。